# Peltospira
Peltospira là một chi ốc biển, là động vật thân mềm chân bụng sống ở biểns trong họ Peltospiridae.

## Các loài
Các loài trong chi Peltospira gồm có:
- Peltospira delicata McLean, 1989[3]
- Peltospira lamellifera Warén & Bouchet, 1989[4]
- Peltospira operculata McLean, 1989[5]
- Peltospira smaragdina Warén & Bouchet, 2001[6]